# Macchissenefrega
Macchissenefrega è il settimo album di inediti del cantautore italiano Massimo Di Cataldo, uscito il 26 ottobre 2009 su etichetta Dicamusica/Edel.
Alla realizzazione del disco, che è stato registrato in parte anche negli studi Real World di Peter Gabriel a Box, in Inghilterra, hanno collaborato l'ingegnere del suono Enrico Chiarioni e il produttore Marco Migliari.

## Tracce
1. Dio siamo noi – 3:43
2. Di cose belle – 4:24
3. Universo – 3:56
4. Schegge di luce – 4:56
5. Posso essere incazzato – 3:51
6. Gente perbene – 3:30
7. Macchissenefrega – 4:14
8. Vittime – 4:30
9. Quello che mi andava di fare – 3:55
10. Palle di Natale – 3:31
11. Dio siamo noi (parte 2) – 3:03
12. Centro commerciale occidentale – 4:29

## Formazione
- Massimo Di Cataldo - voce, chitarre, synth, vocoder, armonica, dolcettina e percussioni
- Fabio Cerqueti - chitarra elettrica e acustica
- Massimiliano Rocca - batteria
- Ingo Schwartz - basso
- Adriano Martino - chitarra acustica
- Duilio Galioto - pianoforte, synth, Wurlitzer e organo
- Olen Cesari - violino e archi

## Classifiche
| Classifica (2009) | Posizione massima |
| ----------------- | ----------------- |
| Italia            | 93                |